# Lövslätskinn
Lövslätskinn (Leptosporomyces raunkiaeri) är en svampart som först beskrevs av Mads Peter Christiansen, och fick sitt nu gällande namn av Jülich 1972. Lövslätskinn ingår i släktet Leptosporomyces och familjen Atheliaceae.  Arten är reproducerande i Sverige. Inga underarter finns listade i Catalogue of Life.